# Christoph Bantzer
Christoph Bantzer est un acteur allemand, né à Marbourg le 4 janvier 1936.

## Biographie et carrière
Christoph Bantzer est né dans une famille d'artistes; le père et le grand-père Carl Bantzer étaient tous deux peintres. Son jeune frère Claus Bantzer est musicien et compositeur.
Il étudie le théâtre à l'école d'art dramatique Max Reinhardt de Berlin-Ouest. Il joue sur de nombreuses scènes germanophones importantes telles le Schillertheater de Berlin, au Schauspielhaus Zürich et au Burgtheater de Vienne.
De 1972 à 1977, Christoph Bantzer a fait partie de l'Ensemble du Deutsches Schauspielhaus et du théâtre Thalia de Hambourg où il joue depuis trente ans ,.
En plus de ses engagements théâtraux, il joue également dans de nombreux films, principalement des productions télévisuelles, telles les séries policières Tatort, Der Kommissar, Derrick .
Il est également narrateur de livres audio  et acteur de doublage .
Christoph Bantzer est marié à la soprano Dorothea Röschmann .

## Filmographie (sélection)
- 1963 : Stalingrad de Gustav Burmester : Le soldat Gimpf
- 1964 : Caesar und Cleopatra de Hans-Dieter Schwarze : Appolodore
- 1964 : Tartuffe de Ulrich Lauterbach : Valère (d’après la pièce du même nom de Molière)
- 1965 : Ein Wintermärchen (Le conte d’hiver) de Gerhard Klingenberg (d’après la pièce du même nom de William Shakespaere)
- 1969 : D’Artagnan de Claude Barma (mini-série) : Felton
- 1970 : Der Kommissar : Drei Tote reisen nach Wien : Jochen Roth
- 1971 : Die Frau in Weiß (Mini-série) : Walter Hartright
- 1972 : Der Kommissar : Toter gesucht : Franz Berneis
- 1980 : Le Renard : Poste de confiance (Vertrauensstellung) : Thomas Mertz
- 1982 : Mozart (Mini-série) : Mozart adulte
- 1990 : Tatort : Medizinmänner : Schatz
- 1993 : Derrick : A cœur perdu (Geschlossene Wände) : Le Dr Tussner
- 1993 : Derrick : La compagne (Die Lebensgefährtin) : Egon Scholz
- 1993 : Derrick : Séance de nuit : Nachtvorstellung : Le Dr Kabusch
- 1996 : Derrick : Rencontre avec un meurtrier (Frühstückt Babette mit einem Mörder ?) : Walter Kamrau
- 1996 : Tatort : Parteifreunde : Priebek
- 2003 : Le Dernier Témoin : Prof. Ernst Meiborg
- 2004 : Tatort : Abschaum : Le procureur général Mertens
- 2008 : Marie Stuart de Stephan Kimmig, Peter Schönhofer (d’après la pièce du même nom de Friedrich von Schiller)
- 2012 : Tatort : Die Ballade von Cenk und Valerie : Le Pr Schüttler
- 2018 : Tatort : Anne und der Tod : Christian Hinderer

## Théâtre (sélection classique)
- 1985 : Peer Gynt (Hendrik Ibsen), mise en scène: Jürgen Flimm, théâtre Thalia de Hambourg
- 1987 : Hamlet (Shakespeare), mise en scène: Jürgen Flimm, théâtre Thalia de Hambourg
- 2001 : Beaucoup de bruit pour rien (Shakespaere), mise en scène: Stephan Kimmig, théâtre Thalia de Hambourg
- 2004 : Le roi Arthur, mise en scène: Jürgen Flimm, festival de Salzbourg
- 2005 : Le roi Lear (Shakespaere), mise en scène: Andreas Kriegenburg, théâtre Thalia de Hambourg
- 2007 : Les sorcières de Salem (Arthur Miller), Mise en scène: Andreas Kriegenburg, théâtre Thalia de Hambourg
- 2009 : Nathan le sage (Gotthold Ephraim Lessing), mise en scène: Nicolas Stemann, théâtre Thalia de Hambourg (Coproduction avec le Schauspiel Köln)
- 2011 : Don Carlos (Schiller), mise en scène: Jette Steckel, théâtre Thalia de Hambourg
- 2009-2014 : Les brigands (Schiller), mise en scène: Nicolas Stemann, théâtre Thalia de Hambourg [7]
- 2012-2014: Platonov (Tchekov), mise en scène: Jan Bosse, théâtre Thalia de Hambourg : Un domestique [8]
- 2012-2014 : Songes d’une nuit d’été (Shakespaere), mise en scène: Stefan Pucher, théâtre Thalia de Hambourg : Egée [9]
- 2014 : Le Secret de Veronika Voss (titre original : Die Sehnsucht der Veronika Voss) d’après le film de Rainer Werner Fassbinder, mise en scène: Bastian Kraft, théâtre Thalia de Hambourg [10]